# John Beal (acteur)
Pour les articles homonymes, voir John Beal et Beal.
John Beal, de son vrai nom James Alexander Bliedung, est un acteur américain né le 13 août 1909 à Joplin, dans le Missouri, et mort le 26 avril 1997 à Santa Cruz, en Californie (États-Unis).

## Biographie
Marié de 1934 à 1986 à l'actrice Helen Craig avec qui il eut deux enfants.

## Filmographie

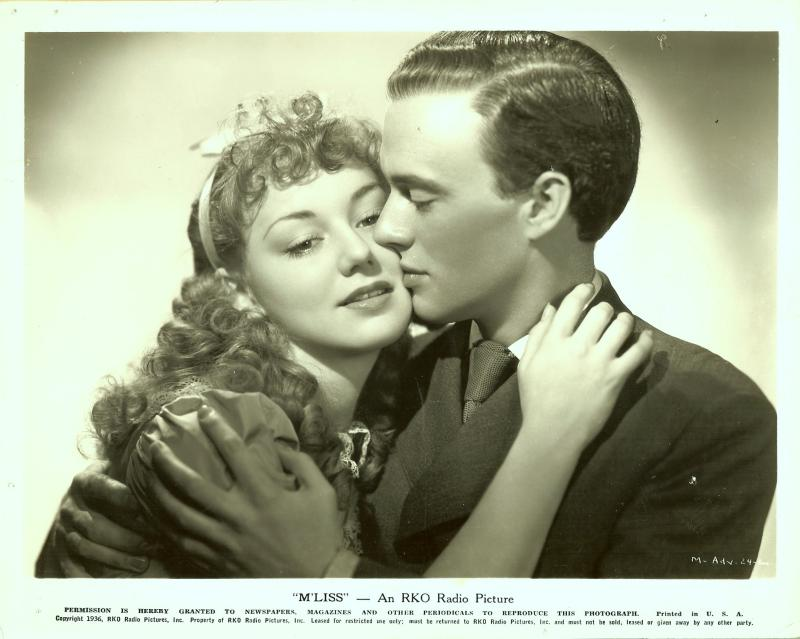
Avec Anne Shirley (1936)

- 1933 : Another Language de Robert Montgomery : Jerry Hallam
- 1934 : Hat, Coat, and Glove (en) de Worthington Miner (en) : Jerry Hutchins
- 1934 : Le Petit Ministre (The Little Minister) de Richard Wallace : Reverend Gavin Dishart
- 1935 : Laddie de George Stevens : Laddie Stanton
- 1935 : Les Misérables de Richard Boleslawski : Marius
- 1935 : Cœurs brisés (Break of Hearts) de Philip Moeller : Johnny Lawrence
- 1936 : M'Liss (en) de George Nichols Jr. : Stephen Thorne
- 1937 : We Who Are About to Die de Christy Cabanne : John E. 'Johnny' Thompson
- 1937 : Un homme qui se retrouve de Lew Landers : Dr James Stanton Jr.
- 1937 : Border Cafe (en) de Lew Landers : Keith Whitney
- 1937 : Madame X (en) de Sam Wood : Raymond Fleuriot
- 1937 : Mariage double (Double Wedding) de Richard Thorpe : Waldo Beaver
- 1937 : Danger Patrol (en) de Lew Landers : Dan Loring
- 1937 : Beg, Borrow or Steal (en) de Wilhelm Thiele : Count Bill Cherau
- 1938 : Port of Seven Seas de James Whale : Marius
- 1938 : Je suis la loi (I Am the Law) d'Alexander Hall : Paul Ferguson
- 1938 : The Arkansas Traveler (en) d'Alfred Santell : John 'Johnnie' Daniels
- 1939 : The Great Commandment (en) d'Irving Pichel : Joel
- 1939 : Le Mystère de la maison Norman (The Cat and the Canary) d'Elliott Nugent : Fred Blythe
- 1941 : Ellery Queen and the Perfect Crime de James Hogan : Walter Matthews
- 1941 : Doctors Don't Tell de Jacques Tourneur : Dr Ralph Sawyer
- 1942 : One Thrilling Night de William Beaudine : Horace Jason
- 1942 : Atlantic Convoy (en) de Lew Landers : Carl Hansen
- 1942 : Stand by All Networks de Lew Landers : Ben Fallon
- 1943 : Let's Have Fun de Charles Barton : Richard Gilbert
- 1943 : L'Ange des ténèbres (Edge of Darkness) de Lewis Milestone : Johann Stensgard
- 1947 : Key Witness (en) de D. Ross Lederman : Milton Higby
- 1947 : Messenger of Peace de Frank R. Strayer : Pastor Armin Ritter
- 1948 : So Dear to My Heart de Harold D. Schuster de Hamilton Luske : (voix)
- 1949 : Alimony d'Alfred Zeisler : Dan Barker
- 1949 : Enquête à Chicago (Chicago Deadline) de Lewis Allen : Paul Jean D'Ur
- 1949 : Song of Surrender (en) de Mitchell Leisen : Dubois
- 1952 : Mes six forçats (My Six Convicts) d'Hugo Fregonese : Doc
- 1953 : The Trip to Bountiful (TV) : Ludie Watts
- 1953 : Drôle de meurtre (Remains to Be Seen) de Don Weis : Dr Glenson
- 1953 : Freedom Rings (série télévisée) : Host (1953)
- 1957 : The Vampire (en) de Paul Landres : Dr Paul Beecher
- 1957 : That Night! de John Newland : Chris Bowden
- 1959 : Le Bruit et la Fureur (The Sound and the Fury) de Martin Ritt : Howard Compson
- 1960 : Road to Reality (série télévisée) : Dr Lewis
- 1960 : Les Dix Audacieux (Ten Who Dared) de William Beaudine : Maj. John Wesley Powell
- 1964 : Another World (série télévisée) : James 'Jim' Matthews #1 (1964) (original cast)
- 1968 : A Case of Libel (TV)
- 1966 : Dark Shadows (série télévisée) : Juge
- 1973 : The House That Cried Murder de Jean-Marie Pélissié : le père
- 1975 : La Légende de Lizzie Borden (The Legend of Lizzie Borden) (TV) : Dr Bowen
- 1976 : The Adams Chronicles (en) (feuilleton TV) : Charles Francis Adams
- 1977 : Eleanor and Franklin: The White House Years (en) (TV) : Dr Carr
- 1979 : Jennifer: A Woman's Story (TV) : Eric Wohlstrom
- 1983 : Amityville 3 (Amityville 3-D) de Richard Fleischer : Harold Caswell
- 1990 : Un enfant pour Noël (The Kid Who Loved Christmas) (TV) : Cameron
- 1993 : La Firme (The Firm) de Sydney Pollack : Nathan Locke